# Charles Sumner
Charles Sumner (født 6. januar 1811, død 11. marts 1874) var en amerikansk politiker og senator fra Massachusetts. Som advokat og brandtaler var Sumner leder af antislaveribevægelsen i Massachusetts og leder af de "Radikale Republikanerne" en fraktion af det Republikanske parti fra 1854 i det amerikanske Senat under den amerikanske borgerkrig, der kæmpede mod Konføderationen for frigivelsen af slaverne og for at bevare et godt forhold til Europa. Under genopbygningen kæmpede han for at minimere den tidligere sydstatshærs magt og sikre lige rettigheder til de frigivne.

## Død
Efter at have skrantet længe døde Charles Sumner af et hjerteanfald i sit hjem i Washington DC den 11. marts 1874. Han lå på lit de parade i United States Capitols rotunde som den anden senator, der fik den ære. Ved hans begravelse den 16. marts på Mount Auburn Cemetery i Cambridge i Massachusetts var Henry Wadsworth Longfellow, Oliver Wendell Holmes, Ralph Waldo Emerson og John Greenleaf Whittier med til at bære kisten.